# Speia, Stînga Nistrului
Speia este un sat din Unitățile Administrativ-Teritoriale din Stînga Nistrului (Transnistria), Republica Moldova. A fost atestat documentar pentru prima oară în 1711.
Conform recensământului din anul 2004, populația localității era de 2.679 locuitori, dintre care 2.584 (96.45%) moldoveni (români), 20 (0.74%) ucraineni si 41 (1.53%) ruși.